# HC Slavia Praha 2022/2023
HC Slavia Praha 2022/2023 popisuje působení hokejového klubu HC Slavia Praha ve druhé nejvyšší české soutěži v sezóně 2022/2023. Hlavním trenérem klubu byl Jiří Veber, jehož však vedení po neuspokojivých výsledcích 12. října 2022 odvolalo. Stal se tak prvním odvolaným trenérem v soutěži během této sezóny. Následující kolo hrála Slavia bez hlavního trenéra a podlehla Vsetínu v poměru 0:4. Dne 17. října se hlavním koučem mužstva stal Daniel Tvrzník, který do té doby od roku 2006 vedl z pozice trenéra jiný prvoligový tým, Stadion Litoměřice.

## Příprava
| 9. srpna 2022 18.30                                             | HC Sparta Praha                                                 | 3 : 2 (1:0, 1:1, 1:1) | HC Slavia Praha                                | Sportovní hala Fortuna Návštěvnost: 6835                                   |  |
| Josef Kořenář                                                   | Josef Kořenář                                                   | Brankáři              | Roman Málek (do 40:00) Michal Pittr (od 40:01) | Rozhodčí: Jan Jaroš Lukáš Květoň Čároví: Stanislav Hnát František Štěpánek |  |
| Roman Horák 04:18' Vladimír Sobotka 24:28' Daniel Přibyl 55:15' | Roman Horák 04:18' Vladimír Sobotka 24:28' Daniel Přibyl 55:15' | 1:0 2:0 2:1 2:2 3:2   | 32:04' Vladislav Houška 41:17' Tomáš Knotek    | Rozhodčí: Jan Jaroš Lukáš Květoň Čároví: Stanislav Hnát František Štěpánek |  |
| 2 min                                                           | 2 min                                                           | Tresty                | 6 min                                          | Rozhodčí: Jan Jaroš Lukáš Květoň Čároví: Stanislav Hnát František Štěpánek |  |

| 11. srpna 2022 17.00                         | BK Mladá Boleslav                            | 2 : 3 (1:0, 0:1, 1:2) | HC Slavia Praha                                             | ŠKO-ENERGO Aréna Návštěvnost: 317                                         |  |
| Marek Stuchlík                               | Marek Stuchlík                               | Brankáři              | Michal Pittr                                                | Rozhodčí: Daniel Jechoutek Tomáš Micka Čároví: David Klouček Petr Šimánek |  |
| Alex Lintuniemi 03:54' Matyáš Kantner 52:34' | Alex Lintuniemi 03:54' Matyáš Kantner 52:34' | 1:0 1:1 1:2 2:2 2:3   | 30:11' Michal Poletín 44:39' Jan Kern 57:30' Robin Všetečka | Rozhodčí: Daniel Jechoutek Tomáš Micka Čároví: David Klouček Petr Šimánek |  |
| 25 min                                       | 25 min                                       | Tresty                | 29 min                                                      | Rozhodčí: Daniel Jechoutek Tomáš Micka Čároví: David Klouček Petr Šimánek |  |

| 16. srpna 2022 17.30                                                                         | SC Marimex Kolín                                                                             | 5 : 1 (0:1, 3:0, 2:0)   | HC Slavia Praha        | Zimní stadion města Kolín Návštěvnost: 519                            |  |
| Jakub Soukup                                                                                 | Jakub Soukup                                                                                 | Brankáři                | Roman Málek            | Rozhodčí: Kamil Zavřel Jan Bernat Čároví: Martin Kettner Dominik Brož |  |
| Kryštof Ouřada 28:21' Lukáš Pajer 29:31' Ján Niko 38:52' Jan Veselý 53:49' Jan Veselý 56:11' | Kryštof Ouřada 28:21' Lukáš Pajer 29:31' Ján Niko 38:52' Jan Veselý 53:49' Jan Veselý 56:11' | 0:1 1:1 2:1 3:1 4:1 5:1 | 14:46' Šimon Szathmáry | Rozhodčí: Kamil Zavřel Jan Bernat Čároví: Martin Kettner Dominik Brož |  |
| 14 min                                                                                       | 14 min                                                                                       | Tresty                  | 20 min                 | Rozhodčí: Kamil Zavřel Jan Bernat Čároví: Martin Kettner Dominik Brož |  |

| 18. srpna 2022 17.30                                                           | HC Slavia Praha                                                                | 4 : 2 (0:0, 0:2, 4:0)   | HC Stadion Litoměřice                     | Zimní stadion Eden                                             |  |
| Roman Málek                                                                    | Roman Málek                                                                    | Brankáři                | Tomáš Král                                | Rozhodčí: Jan Jaroš David Čáp Čároví: Jakub Dědek Petr Šimánek |  |
| Dušan Žovinec 42:36' Jaroslav Brož 44:40' Lukáš Žejdl 52:03' Pavel Mrňa 59:48' | Dušan Žovinec 42:36' Jaroslav Brož 44:40' Lukáš Žejdl 52:03' Pavel Mrňa 59:48' | 0:1 0:2 1:2 2:2 3:2 4:2 | 28:43' Jaroslav Kracík 33:50' Josef Jícha | Rozhodčí: Jan Jaroš David Čáp Čároví: Jakub Dědek Petr Šimánek |  |
| 8 min                                                                          | 8 min                                                                          | Tresty                  | 14 min                                    | Rozhodčí: Jan Jaroš David Čáp Čároví: Jakub Dědek Petr Šimánek |  |

| 23. srpna 2022 17.30                              | HC Slavia Praha                                   | 2 : 3 (2:0, 0:2, 0:1) | SC Marimex Kolín                                           | Zimní stadion Eden                                                       |  |
| Michal Pittr                                      | Michal Pittr                                      | Brankáři              | Jakub Soukup                                               | Rozhodčí: Jan Červenka David Čáp Čároví: Ondřej Žídek Daniel Horažďovský |  |
| Lukáš Strnad 09:34' Tomáš Pšenička 15:06' (t. s.) | Lukáš Strnad 09:34' Tomáš Pšenička 15:06' (t. s.) | 1:0 2:0 2:1 2:2 2:3   | 33:06' Kryštof Ouřada 33:30' Jan Veselý 54:37' Petr Koukal | Rozhodčí: Jan Červenka David Čáp Čároví: Ondřej Žídek Daniel Horažďovský |  |
| 8 min                                             | 8 min                                             | Tresty                | 2 min                                                      | Rozhodčí: Jan Červenka David Čáp Čároví: Ondřej Žídek Daniel Horažďovský |  |

| 25. srpna 2022 17.30                                            | HC Stadion Litoměřice                                           | 3 : 1 (2:0, 0:0, 1:1) | HC Slavia Praha   | Kalich aréna                                                             |  |
| Tomáš Král                                                      | Tomáš Král                                                      | Brankáři              | Roman Málek       | Rozhodčí: Pavel Folk Michal Biedermann Čároví: Ondřej Lauko Lucie Povová |  |
| Tomáš Guman 15:35' Patrik Marcel 18:31' Ondřej Procházka 57:24' | Tomáš Guman 15:35' Patrik Marcel 18:31' Ondřej Procházka 57:24' | 1:0 2:0 2:1 3:1       | 51:28' Pavel Mrňa | Rozhodčí: Pavel Folk Michal Biedermann Čároví: Ondřej Lauko Lucie Povová |  |
| 12 min                                                          | 12 min                                                          | Tresty                | 10 min            | Rozhodčí: Pavel Folk Michal Biedermann Čároví: Ondřej Lauko Lucie Povová |  |

| 30. srpna 2022 17.30                                         | Rytíři Kladno                                                | 3 : 4 (0:0, 2:3, 1:1)       | HC Slavia Praha                                                                      | Zimní stadion Mělník                                                     |  |
| Landon Bow                                                   | Landon Bow                                                   | Brankáři                    | Michal Pittr                                                                         | Rozhodčí: Radek Wagner Kamil Zavřel Čároví: Lukáš Kajínek Václav Juránek |  |
| Matěj Beran 26:14' Matěj Beran 32:16' Ondřej Slováček 51:07' | Matěj Beran 26:14' Matěj Beran 32:16' Ondřej Slováček 51:07' | 1:0 1:1 1:2 2:2 2:3 2:4 3:4 | 28:37' Jaroslav Brož 30:01' Robin Všetečka 38:57' Vladimír Růžička 45:27' Jan Závora | Rozhodčí: Radek Wagner Kamil Zavřel Čároví: Lukáš Kajínek Václav Juránek |  |
| 8 min                                                        | 8 min                                                        | Tresty                      | 10 min                                                                               | Rozhodčí: Radek Wagner Kamil Zavřel Čároví: Lukáš Kajínek Václav Juránek |  |

| 1. září 2022 17.30                       | HC Slavia Praha                          | 2 : 3 (0:0, 1:1, 1:2) | Rytíři Kladno                                                      | Zimní stadion Eden                                                   |  |
| Roman Málek                              | Roman Málek                              | Brankáři              | Adam Brízgala                                                      | Rozhodčí: Jan Jaroš Michal Kostourek Čároví: Erik Hlinka Goran Jurak |  |
| Jaroslav Brož 28:38' Tomáš Knotek 58:25' | Jaroslav Brož 28:38' Tomáš Knotek 58:25' | 1:0 1:1 1:2 1:3 2:3   | 30:42' Ondřej Bláha 46:22' Martin Procházka 53:54' Miroslav Indrák | Rozhodčí: Jan Jaroš Michal Kostourek Čároví: Erik Hlinka Goran Jurak |  |
| 14 min                                   | 14 min                                   | Tresty                | 8 min                                                              | Rozhodčí: Jan Jaroš Michal Kostourek Čároví: Erik Hlinka Goran Jurak |  |

| 6. září 2022 17.30                                              | HC Slavia Praha                                                 | 3 : 6 (1:1, 1:3, 1:2)               | HC Dynamo Pardubice B                                                                                                | Zimní stadion Eden                                                         |  |
| Roman Málek                                                     | Roman Málek                                                     | Brankáři                            | Milan Klouček | Rozhodčí: Tomáš Battěk David Čáp Čároví: Stanislav Hnát Daniel Horažďovský |  |
| Vladislav Houška 04:38' Pavel Mrňa 24:36' Karel Klikorka 49:49' | Vladislav Houška 04:38' Pavel Mrňa 24:36' Karel Klikorka 49:49' | 1:0 1:1 2:1 2:2 2:3 2:4 2:5 3:5 3:6 | 16:24' Jakub Lichtag 26:27' Michal Rouha 28:18' Tomáš Kaut 31:29' Ondřej Matýs 44:54' Jan Zdráhal 57:57' Jiří Půhoný | Rozhodčí: Tomáš Battěk David Čáp Čároví: Stanislav Hnát Daniel Horažďovský |  |
| 8 min                                                           | 8 min                                                           | Tresty                              | 6 min | Rozhodčí: Tomáš Battěk David Čáp Čároví: Stanislav Hnát Daniel Horažďovský |  |

## Chance liga

### Základní část
| 14. září 2022 17.30                                                                                        | SK Horácká Slavia Třebíč                                                                                   | 5 : 1 (1:1, 2:0, 2:0)   | HC Slavia Praha     | KHNP Arena Návštěvnost: 853                                           |  |
| Pavel Jekel                                                                                                | Pavel Jekel                                                                                                | Brankáři                | Roman Málek         | Rozhodčí: Robert Čech Přemysl Skopal Čároví: Roman Zídek David Otáhal |  |
| Vojtěch Šilhavý 08:21' Matěj Psota 22:56' David Michálek 26:51' Matěj Psota 50:51' Ladislav Bittner 54:55' | Vojtěch Šilhavý 08:21' Matěj Psota 22:56' David Michálek 26:51' Matěj Psota 50:51' Ladislav Bittner 54:55' | 1:0 1:1 2:1 3:1 4:1 5:1 | 16:12' Maxim Havrda | Rozhodčí: Robert Čech Přemysl Skopal Čároví: Roman Zídek David Otáhal |  |
| 4 min | 4 min | Tresty                  | 16 min              | Rozhodčí: Robert Čech Přemysl Skopal Čároví: Roman Zídek David Otáhal |  |
| 34 | 34 | Střely                  | 22                  | Rozhodčí: Robert Čech Přemysl Skopal Čároví: Roman Zídek David Otáhal |  |

| 17. září 2022 17.00                                                               | HC Slavia Praha                                                                   | 4 : 3 PP (1:1, 2:0, 0:2 – 1:0) | HC Baník Sokolov                                             | Zimní stadion Eden Návštěvnost: 643                                             |  |
| Roman Málek                                                                       | Roman Málek                                                                       | Brankáři                       | Martin Michajlov                                             | Rozhodčí: Jan Jaroš Jakub Valenta Čároví: Daniel Horažďovský František Štěpánek |  |
| Robin Všetečka 03:20' Maxim Havrda 33:22' Jan Závora 39:45' Karel Klikorka 63:45' | Robin Všetečka 03:20' Maxim Havrda 33:22' Jan Závora 39:45' Karel Klikorka 63:45' | 0:1 1:1 2:1 3:1 3:2 3:3 4:3    | 02:42' Daniel Kružík 54:37' Martin Osmík 58:08' Martin Osmík | Rozhodčí: Jan Jaroš Jakub Valenta Čároví: Daniel Horažďovský František Štěpánek |  |
| 10 min                                                                            | 10 min                                                                            | Tresty                         | 8 min                                                        | Rozhodčí: Jan Jaroš Jakub Valenta Čároví: Daniel Horažďovský František Štěpánek |  |
| 27                                                                                | 27                                                                                | Střely                         | 20                                                           | Rozhodčí: Jan Jaroš Jakub Valenta Čároví: Daniel Horažďovský František Štěpánek |  |

| 21. září 2022 18.00                                                                                   | HC Zubr Přerov                                                                                        | 3 : 2 SN (0:2, 2:0, 0:0 – 0:0 – 1:0)           | HC Slavia Praha                                                                              | Meo Aréna Návštěvnost: 1022                                            |  |
| Michael Petrásek                                                                                      | Michael Petrásek                                                                                      | Brankáři                                       | Roman Málek                                                                                  | Rozhodčí: Martin Rapák Filip Vrba Čároví: Tomáš Kučera Jaroslav Peluha |  |
| Antonín Pechanec 25:54' Tomáš Doležal 34:14' Jakub Svoboda Tomáš Doležal Zdeněk Okál Antonín Pechanec | Antonín Pechanec 25:54' Tomáš Doležal 34:14' Jakub Svoboda Tomáš Doležal Zdeněk Okál Antonín Pechanec | 0:1 0:2 1:2 2:2 Samostatné nájezdy 0:0 1:0 2:0 | 14:00' Michal Simon 18:57' Jan Kern Robin Všetečka Lukáš Žejdl Tomáš Knotek Vladislav Houška | Rozhodčí: Martin Rapák Filip Vrba Čároví: Tomáš Kučera Jaroslav Peluha |  |
| 8 min                                                                                                 | 8 min                                                                                                 | Tresty                                         | 6 min                                                                                        | Rozhodčí: Martin Rapák Filip Vrba Čároví: Tomáš Kučera Jaroslav Peluha |  |
| 28 | 28 | Střely                                         | 37                                                                                           | Rozhodčí: Martin Rapák Filip Vrba Čároví: Tomáš Kučera Jaroslav Peluha |  |

| 24. září 2022 17.00                      | HC Slavia Praha                          | 2 : 4 (0:0, 1:2, 1:2)   | HC Stadion Litoměřice                                                    | Zimní stadion Eden Návštěvnost: 585                             |  |
| Michal Pittr                             | Michal Pittr                             | Brankáři                | Tomáš Král                                                               | Rozhodčí: Jan Hucl Lukáš Květoň Čároví: Jakub Dědek David Thuma |  |
| Lukáš Žejdl 22:49' Robin Všetečka 49:37' | Lukáš Žejdl 22:49' Robin Všetečka 49:37' | 1:0 1:1 1:2 1:3 2:3 2:4 | 29:17' Jan Holý 33:20' Josef Slavíček 45:56' Jan Holý 55:49' Filip Kuťák | Rozhodčí: Jan Hucl Lukáš Květoň Čároví: Jakub Dědek David Thuma |  |
| 12 min                                   | 12 min                                   | Tresty                  | 4 min                                                                    | Rozhodčí: Jan Hucl Lukáš Květoň Čároví: Jakub Dědek David Thuma |  |
| 29                                       | 29                                       | Střely                  | 30                                                                       | Rozhodčí: Jan Hucl Lukáš Květoň Čároví: Jakub Dědek David Thuma |  |

| 26. září 2022 18.00                                                             | HC Slavia Praha                                                                 | 4 : 0 (3:0, 0:0, 1:0) | HC Dynamo Pardubice B | Zimní stadion Eden Návštěvnost: 462                               |  |
| Roman Málek                                                                     | Roman Málek                                                                     | Brankáři              | Milan Klouček         | Rozhodčí: David Čáp Tomáš Zubzanda Čároví: Štefan Belko Petr Baxa |  |
| Robin Všetečka 00:37' Jan Kern 05:28' Vladimír Růžička 09:48' Pavel Mrňa 47:06' | Robin Všetečka 00:37' Jan Kern 05:28' Vladimír Růžička 09:48' Pavel Mrňa 47:06' | 1:0 2:0 3:0 4:0       |                       | Rozhodčí: David Čáp Tomáš Zubzanda Čároví: Štefan Belko Petr Baxa |  |
| 2 min                                                                           | 2 min                                                                           | Tresty                | 6 min                 | Rozhodčí: David Čáp Tomáš Zubzanda Čároví: Štefan Belko Petr Baxa |  |
| 37                                                                              | 37                                                                              | Střely                | 22                    | Rozhodčí: David Čáp Tomáš Zubzanda Čároví: Štefan Belko Petr Baxa |  |

| 28. září 2022 17.00                                   | SC Marimex Kolín                                      | 3 : 1 (1:1, 0:0, 2:0) | HC Slavia Praha     | Zimní stadion města Kolín Návštěvnost: 1333                                     |  |
| Jakub Soukup                                          | Jakub Soukup                                          | Brankáři              | Roman Málek         | Rozhodčí: Michal Kostourek Luděk Pilný Čároví: Petr Maštalíř Daniel Horažďovský |  |
| Petr Koukal 05:09' Adam Dlouhý 51:40' Ján Niko 59:00' | Petr Koukal 05:09' Adam Dlouhý 51:40' Ján Niko 59:00' | 1:0 1:1 2:1 3:1       | 11:20' Jakub Matyáš | Rozhodčí: Michal Kostourek Luděk Pilný Čároví: Petr Maštalíř Daniel Horažďovský |  |
| 10 min                                                | 10 min                                                | Tresty                | 10 min              | Rozhodčí: Michal Kostourek Luděk Pilný Čároví: Petr Maštalíř Daniel Horažďovský |  |
| 24                                                    | 24                                                    | Střely                | 23                  | Rozhodčí: Michal Kostourek Luděk Pilný Čároví: Petr Maštalíř Daniel Horažďovský |  |

| 1. října 2022 17.00                                           | HC Slavia Praha                                               | 3 : 2 (1:0, 1:1, 1:1) | HC RT TORAX Poruba 2011                      | Zimní stadion Eden Návštěvnost: 807                                      |  |
| Roman Málek                                                   | Roman Málek                                                   | Brankáři              | Daniel Dolejš                                | Rozhodčí: Jan Jaroš Roman Svoboda Čároví: Jakub Dědek František Štěpánek |  |
| Tomáš Hanousek 13:56' Michal Simon 39:25' Maxim Havrda 50:14' | Tomáš Hanousek 13:56' Michal Simon 39:25' Maxim Havrda 50:14' | 1:0 1:1 2:1 3:1 3:2   | 22:48' Vojtěch Střondala 59:06' Roman Pšurný | Rozhodčí: Jan Jaroš Roman Svoboda Čároví: Jakub Dědek František Štěpánek |  |
| 10 min                                                        | 10 min                                                        | Tresty                | 39 min                                       | Rozhodčí: Jan Jaroš Roman Svoboda Čároví: Jakub Dědek František Štěpánek |  |
| 29                                                            | 29                                                            | Střely                | 37                                           | Rozhodčí: Jan Jaroš Roman Svoboda Čároví: Jakub Dědek František Štěpánek |  |

| 5. října 2022 18.00 | HC Frýdek-Místek | 7 : 2 (2:2, 3:0, 2:0)               | HC Slavia Praha                                    | Hala Polárka Návštěvnost: 771                                     |  |
| Patrik Švančara | Patrik Švančara | Brankáři                            | Michal Pittr (do 40:00) Tomáš Volevecký (od 40:01) | Rozhodčí: Jan Hucl Jiří Ondráček Čároví: Jan Vašíček Tomáš Kučera |  |
| Alan Lyszczarczyk 07:03' Štěpán Macháček 16:28' Alan Lyszczarczyk 28:10' Alan Lyszczarczyk 35:07' (t. s.) Alan Lyszczarczyk 37:29' Oskar Haas 45:48' Michal Hotěk 55:46' | Alan Lyszczarczyk 07:03' Štěpán Macháček 16:28' Alan Lyszczarczyk 28:10' Alan Lyszczarczyk 35:07' (t. s.) Alan Lyszczarczyk 37:29' Oskar Haas 45:48' Michal Hotěk 55:46' | 1:0 1:1 2:1 2:2 3:2 4:2 5:2 6:2 7:2 | 11:00' Lukáš Žejdl 18:38' Vladislav Houška         | Rozhodčí: Jan Hucl Jiří Ondráček Čároví: Jan Vašíček Tomáš Kučera |  |
| 8 min | 8 min | Tresty                              | 6 min                                              | Rozhodčí: Jan Hucl Jiří Ondráček Čároví: Jan Vašíček Tomáš Kučera |  |
| 22 | 22 | Střely                              | 29                                                 | Rozhodčí: Jan Hucl Jiří Ondráček Čároví: Jan Vašíček Tomáš Kučera |  |

| 8. října 2022 17.00                                                                                 | HC Slavia Praha                                                                                     | 5 : 0 (3:0, 0:0, 2:0) | Draci Šumperk                                      | Zimní stadion Eden Návštěvnost: 593                                    |  |
| Roman Málek                                                                                         | Roman Málek                                                                                         | Brankáři              | Petr Hamalčík (do 16:55) Jakub Lackovič (od 16:56) | Rozhodčí: Přemysl Skopal Martin Rapák Čároví: Václav Beneš Petr Kotlík |  |
| Tomáš Knotek 09:19' Michal Simon 10:16' Vladimír Růžička 16:55' Jan Kern 44:01' Lukáš Strnad 50:18' | Tomáš Knotek 09:19' Michal Simon 10:16' Vladimír Růžička 16:55' Jan Kern 44:01' Lukáš Strnad 50:18' | 1:0 2:0 3:0 4:0 5:0   |                                                    | Rozhodčí: Přemysl Skopal Martin Rapák Čároví: Václav Beneš Petr Kotlík |  |
| 12 min                                                                                              | 12 min                                                                                              | Tresty                | 4 min                                              | Rozhodčí: Přemysl Skopal Martin Rapák Čároví: Václav Beneš Petr Kotlík |  |
| 44                                                                                                  | 44                                                                                                  | Střely                | 18                                                 | Rozhodčí: Přemysl Skopal Martin Rapák Čároví: Václav Beneš Petr Kotlík |  |

| 10. října 2022 17.30                                                                              | PSG Berani Zlín                                                                                   | 5 : 2 (1:1, 3:0, 1:1)       | HC Slavia Praha                             | Zimní stadion Luďka Čajky Návštěvnost: 2713                                         |  |
| Daniel Huf                                                                                        | Daniel Huf                                                                                        | Brankáři                    | Roman Málek                                 | Rozhodčí: Miroslav Petružálek Michal Kostourek Čároví: Václav Hanzlík Aleš Roischel |  |
| Darek Hejcman 01:16' Pavel Kubiš 23:57' Jakub Illéš 27:37' Daniel Gazda 29:41' Petr Mrázek 57:05' | Darek Hejcman 01:16' Pavel Kubiš 23:57' Jakub Illéš 27:37' Daniel Gazda 29:41' Petr Mrázek 57:05' | 1:0 1:1 2:1 3:1 4:1 4:2 5:2 | 07:05' Vladislav Houška 40:31' Tomáš Knotek | Rozhodčí: Miroslav Petružálek Michal Kostourek Čároví: Václav Hanzlík Aleš Roischel |  |
| 12 min                                                                                            | 12 min                                                                                            | Tresty                      | 4 min                                       | Rozhodčí: Miroslav Petružálek Michal Kostourek Čároví: Václav Hanzlík Aleš Roischel |  |
| 32                                                                                                | 32                                                                                                | Střely                      | 32                                          | Rozhodčí: Miroslav Petružálek Michal Kostourek Čároví: Václav Hanzlík Aleš Roischel |  |

| 12. října 2022 18.00                          | HC Slavia Praha                               | 2 : 4 (0:2, 1:2, 1:0)   | LHK Jestřábi Prostějov                                                              | Zimní stadion Eden Návštěvnost: 433                              |  |
| Roman Málek                                   | Roman Málek                                   | Brankáři                | Adam Brízgala                                                                       | Rozhodčí: Jakub Valenta Jan Jaroš Čároví: Petr Baxa Štefan Belko |  |
| Vladimír Růžička 24:59' Karel Klikorka 49:23' | Vladimír Růžička 24:59' Karel Klikorka 49:23' | 0:1 0:2 1:2 1:3 1:4 2:4 | 04:25' Petr Hašek 09:22' Matouš Venkrbec 31:38' David Ostřížek 36:06' Martin Pěnčík | Rozhodčí: Jakub Valenta Jan Jaroš Čároví: Petr Baxa Štefan Belko |  |
| 8 min                                         | 8 min                                         | Tresty                  | 12 min                                                                              | Rozhodčí: Jakub Valenta Jan Jaroš Čároví: Petr Baxa Štefan Belko |  |
| 33                                            | 33                                            | Střely                  | 24                                                                                  | Rozhodčí: Jakub Valenta Jan Jaroš Čároví: Petr Baxa Štefan Belko |  |

| 15. října 2022 17.00                                                           | VHK ROBE Vsetín                                                                | 4 : 0 (1:0, 0:0, 3:0) | HC Slavia Praha | Na Lapači Návštěvnost: 2279                                            |  |
| Maxim Žukov                                                                    | Maxim Žukov                                                                    | Brankáři              | Roman Málek     | Rozhodčí: Ondřej Šudoma Luděk Pilný Čároví: Ondřej Veselý Tomáš Bezděk |  |
| Pavel Klhůfek 08:14' Pavel Jenyš 40:21' Peter Lichanec 53:07' Luboš Rob 55:28' | Pavel Klhůfek 08:14' Pavel Jenyš 40:21' Peter Lichanec 53:07' Luboš Rob 55:28' | 1:0 2:0 3:0 4:0       |                 | Rozhodčí: Ondřej Šudoma Luděk Pilný Čároví: Ondřej Veselý Tomáš Bezděk |  |
| 2 min                                                                          | 2 min                                                                          | Tresty                | 4 min           | Rozhodčí: Ondřej Šudoma Luděk Pilný Čároví: Ondřej Veselý Tomáš Bezděk |  |
| 21                                                                             | 21                                                                             | Střely                | 19              | Rozhodčí: Ondřej Šudoma Luděk Pilný Čároví: Ondřej Veselý Tomáš Bezděk |  |

| 19. října 2022 18.00                           | HC Slavia Praha                                | 2 : 3 (2:0, 0:1, 0:2) | HC Dukla Jihlava                                         | Zimní stadion Eden Návštěvnost: 754                                     |  |
| Roman Málek                                    | Roman Málek                                    | Brankáři              | Adam Beran                                               | Rozhodčí: Jan Grygera Daniel Jechoutek Čároví: Václav Beneš David Thuma |  |
| Šimon Szathmáry 04:04' Vladislav Houška 19:09' | Šimon Szathmáry 04:04' Vladislav Houška 19:09' | 1:0 2:0 2:1 2:2 2:3   | 30:39' Otakar Šik 42:23' Patrik Miškář 59:31' Otakar Šik | Rozhodčí: Jan Grygera Daniel Jechoutek Čároví: Václav Beneš David Thuma |  |
| 8 min                                          | 8 min                                          | Tresty                | 6 min                                                    | Rozhodčí: Jan Grygera Daniel Jechoutek Čároví: Václav Beneš David Thuma |  |
| 27                                             | 27                                             | Střely                | 41                                                       | Rozhodčí: Jan Grygera Daniel Jechoutek Čároví: Václav Beneš David Thuma |  |

| 22. října 2022 17.00 | HC Slavia Praha | 6 : 1 (3:1, 1:0, 2:0)       | SK Horácká Slavia Třebíč                    | Zimní stadion Eden Návštěvnost: 697                                 |  |
| Roman Málek | Roman Málek | Brankáři                    | Pavel Jekel (do 26:36) Jan Mičán (od 26:37) | Rozhodčí: Jan Hucl Jakub Koziol Čároví: Petr Kotlík František Pěkný |  |
| Robin Všetečka 00:48' Jaroslav Brož 06:50' Tomáš Pšenička 14:37' Michal Poletín 26:30' Tomáš Knotek 42:34' Lukáš Strnad 58:07' | Robin Všetečka 00:48' Jaroslav Brož 06:50' Tomáš Pšenička 14:37' Michal Poletín 26:30' Tomáš Knotek 42:34' Lukáš Strnad 58:07' | 1:0 1:1 2:1 3:1 4:1 5:1 6:1 | 05:29' Matěj Psota                          | Rozhodčí: Jan Hucl Jakub Koziol Čároví: Petr Kotlík František Pěkný |  |
| 8 min | 8 min | Tresty                      | 6 min                                       | Rozhodčí: Jan Hucl Jakub Koziol Čároví: Petr Kotlík František Pěkný |  |
| 31 | 31 | Střely                      | 37                                          | Rozhodčí: Jan Hucl Jakub Koziol Čároví: Petr Kotlík František Pěkný |  |

| 24. října 2022 18.00                        | HC Baník Sokolov                            | 2 : 3 PP (0:0, 2:0, 0:2 – 0:1) | HC Slavia Praha                                            | Zimní stadion Sokolov Návštěvnost: 703                                      |  |
| Martin Michajlov                            | Martin Michajlov                            | Brankáři                       | Roman Málek                                                | Rozhodčí: Miroslav Petružálek David Čáp Čároví: Ondřej Kokrment Jakub Maňák |  |
| Daniel Kružík 27:10' Stanislav Vrhel 29:52' | Daniel Kružík 27:10' Stanislav Vrhel 29:52' | 1:0 2:0 2:1 2:2 2:3            | 40:39' Lukáš Žejdl 46:59' Tomáš Knotek 64:18' Tomáš Knotek | Rozhodčí: Miroslav Petružálek David Čáp Čároví: Ondřej Kokrment Jakub Maňák |  |
| 6 min                                       | 6 min                                       | Tresty                         | 8 min                                                      | Rozhodčí: Miroslav Petružálek David Čáp Čároví: Ondřej Kokrment Jakub Maňák |  |
| 43                                          | 43                                          | Střely                         | 39                                                         | Rozhodčí: Miroslav Petružálek David Čáp Čároví: Ondřej Kokrment Jakub Maňák |  |

| 26. října 2022 18.00 | HC Slavia Praha | 0 : 3 (0:0, 0:0, 0:3) | HC Zubr Přerov                                        | Zimní stadion Eden Návštěvnost: 518                                      |  |
| Roman Málek          | Roman Málek     | Brankáři              | Michal Postava                                        | Rozhodčí: Lukáš Bejček Michal Kostourek Čároví: Milan Jindra Milan Štofa |  |
|                      |                 | 0:1 0:2 0:3           | 40:43' Jan Süss 55:04' Tomáš Doležal 58:19' Jiří Goiš | Rozhodčí: Lukáš Bejček Michal Kostourek Čároví: Milan Jindra Milan Štofa |  |
| 4 min                | 4 min           | Tresty                | 16 min                                                | Rozhodčí: Lukáš Bejček Michal Kostourek Čároví: Milan Jindra Milan Štofa |  |
| 23                   | 23              | Střely                | 38                                                    | Rozhodčí: Lukáš Bejček Michal Kostourek Čároví: Milan Jindra Milan Štofa |  |

| 29. října 2022 17.00 | HC Stadion Litoměřice | 0 : 3 (0:1, 0:1, 0:1) | HC Slavia Praha                                                | Kalich aréna Návštěvnost: 1570                                                 |  |
| Tomáš Král           | Tomáš Král            | Brankáři              | Roman Málek                                                    | Rozhodčí: Radek Wagner Jakub Valenta Čároví: Václav Juránek František Štěpánek |  |
|                      |                       | 0:1 0:2 0:3           | 06:18' Robin Všetečka 25:49' Jaroslav Brož 55:18' Tomáš Knotek | Rozhodčí: Radek Wagner Jakub Valenta Čároví: Václav Juránek František Štěpánek |  |
| 8 min                | 8 min                 | Tresty                | 12 min                                                         | Rozhodčí: Radek Wagner Jakub Valenta Čároví: Václav Juránek František Štěpánek |  |
| 27                   | 27                    | Střely                | 30                                                             | Rozhodčí: Radek Wagner Jakub Valenta Čároví: Václav Juránek František Štěpánek |  |

| 2. listopadu 2022 18.00                                           | HC Dynamo Pardubice B                                             | 2 : 1 SN (0:0, 1:0, 0:1 – 0:0 – 1:0)       | HC Slavia Praha                                                                              | Zimní stadion Chrudim Návštěvnost: 403                            |  |
| Milan Klouček                                                     | Milan Klouček                                                     | Brankáři                                   | Roman Málek                                                                                  | Rozhodčí: Jan Jaroš Tomáš Mejzlík Čároví: David Thuma Jakub Maňák |  |
| Tomáš Kaut 23:58' Lukáš Endál Filip Koffer Tomáš Kaut Tomáš Urban | Tomáš Kaut 23:58' Lukáš Endál Filip Koffer Tomáš Kaut Tomáš Urban | 1:0 1:1 Samostatné nájezdy 0:0 0:1 1:1 2:1 | 41:12' Tomáš Knotek Jaroslav Brož Robin Všetečka Tomáš Knotek Karel Klikorka Šimon Szathmáry | Rozhodčí: Jan Jaroš Tomáš Mejzlík Čároví: David Thuma Jakub Maňák |  |
| 4 min                                                             | 4 min                                                             | Tresty                                     | 10 min                                                                                       | Rozhodčí: Jan Jaroš Tomáš Mejzlík Čároví: David Thuma Jakub Maňák |  |
| 31                                                                | 31                                                                | Střely                                     | 39                                                                                           | Rozhodčí: Jan Jaroš Tomáš Mejzlík Čároví: David Thuma Jakub Maňák |  |

| 5. listopadu 2022 15.00                   | HC Slavia Praha                           | 2 : 1 (1:1, 1:0, 0:0) | SC Marimex Kolín      | Zimní stadion Eden Návštěvnost: 1015                        |  |
| Roman Málek                               | Roman Málek                               | Brankáři              | Jakub Soukup          | Rozhodčí: David Čáp Jan Hucl Čároví: Petr Baxa Štefan Belko |  |
| Tomáš Pšenička 17:42' Michal Simon 37:22' | Tomáš Pšenička 17:42' Michal Simon 37:22' | 0:1 1:1 2:1           | 05:21' Kryštof Ouřada | Rozhodčí: David Čáp Jan Hucl Čároví: Petr Baxa Štefan Belko |  |
| 19 min                                    | 19 min                                    | Tresty                | 23 min                | Rozhodčí: David Čáp Jan Hucl Čároví: Petr Baxa Štefan Belko |  |
| 33                                        | 33                                        | Střely                | 34                    | Rozhodčí: David Čáp Jan Hucl Čároví: Petr Baxa Štefan Belko |  |

| 14. listopadu 2022 18.00 | HC RT TORAX Poruba 2011 | 7 : 0 (3:0, 1:0, 3:0)       | HC Slavia Praha                                   | Zimní stadion Ostrava-Poruba Návštěvnost: 1526                            |  |
| Daniel Dolejš | Daniel Dolejš | Brankáři                    | Roman Málek (do 43:09) Tomáš Volevecký (od 43:10) | Rozhodčí: Přemysl Skopal Filip Vrba Čároví: Ondřej Veselý Jaroslav Peluha |  |
| Michal Vachovec 13:06' Vít Christov 18:25' Tomáš Šoustal 19:04' Jakub Šlahař 24:47' Aaron Berisha 41:26' Dominik Hrníčko 43:09' Daniel Krenželok 51:50' | Michal Vachovec 13:06' Vít Christov 18:25' Tomáš Šoustal 19:04' Jakub Šlahař 24:47' Aaron Berisha 41:26' Dominik Hrníčko 43:09' Daniel Krenželok 51:50' | 1:0 2:0 3:0 4:0 5:0 6:0 7:0 |                                                   | Rozhodčí: Přemysl Skopal Filip Vrba Čároví: Ondřej Veselý Jaroslav Peluha |  |
| 4 min | 4 min | Tresty                      | 0 min                                             | Rozhodčí: Přemysl Skopal Filip Vrba Čároví: Ondřej Veselý Jaroslav Peluha |  |
| 34 | 34 | Střely                      | 27                                                | Rozhodčí: Přemysl Skopal Filip Vrba Čároví: Ondřej Veselý Jaroslav Peluha |  |

| 16. listopadu 2022 18.00                                                                       | HC Slavia Praha                                                                                | 1 : 2 SN (0:1, 1:0, 0:0 – 0:0 – 0:1) | HC Frýdek-Místek                                                               | Zimní stadion Eden Návštěvnost: 561                                    |  |
| Roman Málek                                                                                    | Roman Málek                                                                                    | Brankáři                             | Vojtěch Mokry                                                                  | Rozhodčí: Roman Svoboda Jakub Valenta Čároví: Václav Beneš Petr Kotlík |  |
| Robin Všetečka 21:20' Jaroslav Brož Vladimír Růžička Tomáš Knotek Robin Všetečka Vladimír Roth | Robin Všetečka 21:20' Jaroslav Brož Vladimír Růžička Tomáš Knotek Robin Všetečka Vladimír Roth | 0:1 1:1 Samostatné nájezdy 0:0 0:1   | 17:32' Pavel Matěj Oskar Haas Lukáš Bednář Vladimír Svačina Vlastimil Dostálek | Rozhodčí: Roman Svoboda Jakub Valenta Čároví: Václav Beneš Petr Kotlík |  |
| 2 min                                                                                          | 2 min                                                                                          | Tresty                               | 8 min                                                                          | Rozhodčí: Roman Svoboda Jakub Valenta Čároví: Václav Beneš Petr Kotlík |  |
| 56                                                                                             | 56                                                                                             | Střely                               | 23                                                                             | Rozhodčí: Roman Svoboda Jakub Valenta Čároví: Václav Beneš Petr Kotlík |  |

| 19. listopadu 2022 17.00                     | Draci Šumperk                                | 2 : 1 (1:0, 1:0, 0:1) | HC Slavia Praha    | Zimní stadion Šumperk Návštěvnost: 1336                                 |  |
| Petr Hamalčík                                | Petr Hamalčík                                | Brankáři              | Roman Málek        | Rozhodčí: Tomáš Cabák Tomáš Mejzlík Čároví: Ondřej Kokrment Jakub Maňák |  |
| David Bartoš 19:59' Ondřej Hrachovský 38:39' | David Bartoš 19:59' Ondřej Hrachovský 38:39' | 1:0 2:0 2:1           | 46:28' Lukáš Žejdl | Rozhodčí: Tomáš Cabák Tomáš Mejzlík Čároví: Ondřej Kokrment Jakub Maňák |  |
| 8 min                                        | 8 min                                        | Tresty                | 2 min              | Rozhodčí: Tomáš Cabák Tomáš Mejzlík Čároví: Ondřej Kokrment Jakub Maňák |  |
| 23                                           | 23                                           | Střely                | 41                 | Rozhodčí: Tomáš Cabák Tomáš Mejzlík Čároví: Ondřej Kokrment Jakub Maňák |  |

| 23. listopadu 2022 18.00                      | HC Slavia Praha                               | 2 : 4 (1:3, 0:0, 1:1)   | PSG Berani Zlín                                                                      | Zimní stadion Eden Návštěvnost: 806                                      |  |
| Roman Málek                                   | Roman Málek                                   | Brankáři                | Libor Kašík                                                                          | Rozhodčí: David Čáp Radek Wagner Čároví: Daniel Horažďovský David Otáhal |  |
| Tomáš Hanousek 16:54' Vladimír Růžička 59:17' | Tomáš Hanousek 16:54' Vladimír Růžička 59:17' | 0:1 0:2 0:3 1:3 2:3 2:4 | 01:03' Pavel Kubiš 07:16' Antonín Honejsek 12:58' Pavel Sedláček 59:42' Daniel Gazda | Rozhodčí: David Čáp Radek Wagner Čároví: Daniel Horažďovský David Otáhal |  |
| 6 min                                         | 6 min                                         | Tresty                  | 6 min                                                                                | Rozhodčí: David Čáp Radek Wagner Čároví: Daniel Horažďovský David Otáhal |  |
| 43                                            | 43                                            | Střely                  | 26                                                                                   | Rozhodčí: David Čáp Radek Wagner Čároví: Daniel Horažďovský David Otáhal |  |

| 26. listopadu 2022 17.00                                                                                       | LHK Jestřábi Prostějov                                                                                         | 3 : 4 SN (1:0, 2:3, 0:0 – 0:0 – 0:1)               | HC Slavia Praha | Zimní stadion Prostějov Návštěvnost: 1122                                 |  |
| Jaroslav Pavelka                                                                                               | Jaroslav Pavelka                                                                                               | Brankáři                                           | Roman Málek | Rozhodčí: Ondřej Šudoma Daniel Jechoutek Čároví: Tomáš Bezděk Roman Zídek |  |
| Martin Novák 06:43' Tomáš Jáchym 32:26' Jakub Kubeš 39:53' David Ostřížek Filip Jansa Tomáš Jáchym Roman Vlach | Martin Novák 06:43' Tomáš Jáchym 32:26' Jakub Kubeš 39:53' David Ostřížek Filip Jansa Tomáš Jáchym Roman Vlach | 1:0 1:1 1:2 1:3 2:3 3:3 Samostatné nájezdy 0:1 0:2 | 21:39' Pavel Mrňa 23:07' Jaroslav Brož 31:06' Michal Simon Lukáš Žejdl Vladimír Růžička Edgars Kulda Tomáš Hanousek | Rozhodčí: Ondřej Šudoma Daniel Jechoutek Čároví: Tomáš Bezděk Roman Zídek |  |
| 29 min | 29 min | Tresty                                             | 12 min | Rozhodčí: Ondřej Šudoma Daniel Jechoutek Čároví: Tomáš Bezděk Roman Zídek |  |
| 44 | 44 | Střely                                             | 34 | Rozhodčí: Ondřej Šudoma Daniel Jechoutek Čároví: Tomáš Bezděk Roman Zídek |  |

| 30. listopadu 2022 18.00                                                         | HC Slavia Praha                                                                  | 4 : 5 (2:2, 2:1, 0:2)               | VHK ROBE Vsetín                                                                                     | Zimní stadion Eden Návštěvnost: 954                                   |  |
| Roman Málek                                                                      | Roman Málek                                                                      | Brankáři                            | David Sachr                                                                                         | Rozhodčí: Lukáš Květoň Tomáš Zubzanda Čároví: Jakub Dědek David Thuma |  |
| Šimon Szathmáry 04:34' Vladimír Roth 17:38' Jan Kern 28:32' Vladimír Roth 37:14' | Šimon Szathmáry 04:34' Vladimír Roth 17:38' Jan Kern 28:32' Vladimír Roth 37:14' | 1:0 1:1 1:2 2:2 3:2 4:2 4:3 4:4 4:5 | 09:41' Jiří Říha 15:31' Ondřej Smetana 39:06' Jiří Říha 43:49' Marek Voženílek 50:38' Pavel Klhůfek | Rozhodčí: Lukáš Květoň Tomáš Zubzanda Čároví: Jakub Dědek David Thuma |  |
| 8 min                                                                            | 8 min                                                                            | Tresty                              | 6 min                                                                                               | Rozhodčí: Lukáš Květoň Tomáš Zubzanda Čároví: Jakub Dědek David Thuma |  |
| 31                                                                               | 31                                                                               | Střely                              | 40                                                                                                  | Rozhodčí: Lukáš Květoň Tomáš Zubzanda Čároví: Jakub Dědek David Thuma |  |

| 3. prosince 2022 16.30                                                                                  | HC Dukla Jihlava                                                                                        | 5 : 2 (0:0, 2:2, 3:0)       | HC Slavia Praha                          | Zimní stadion Jana Marka Návštěvnost: 755                            |  |
| Adam Beran                                                                                              | Adam Beran                                                                                              | Brankáři                    | Roman Málek                              | Rozhodčí: Lukáš Bejček Kamil Zavřel Čároví: Jiří Roupec Ondřej Polák |  |
| Radek Pořízek 25:49' Jiří Fronk 29:39' Radek Pořízek 42:28' Vítězslav Brož 48:50' Tomáš Harkabus 59:10' | Radek Pořízek 25:49' Jiří Fronk 29:39' Radek Pořízek 42:28' Vítězslav Brož 48:50' Tomáš Harkabus 59:10' | 0:1 1:1 2:1 2:2 3:2 4:2 5:2 | 23:17' Michal Simon 39:13' Jaroslav Brož | Rozhodčí: Lukáš Bejček Kamil Zavřel Čároví: Jiří Roupec Ondřej Polák |  |
| 6 min                                                                                                   | 6 min                                                                                                   | Tresty                      | 8 min                                    | Rozhodčí: Lukáš Bejček Kamil Zavřel Čároví: Jiří Roupec Ondřej Polák |  |
| 31 | 31 | Střely                      | 28                                       | Rozhodčí: Lukáš Bejček Kamil Zavřel Čároví: Jiří Roupec Ondřej Polák |  |

| 5. prosince 2022 17.30                                                                 | SK Horácká Slavia Třebíč                                                               | 5 : 4 (1:0, 3:1, 0:2)       | HC Slavia Praha                                           | KHNP Arena Návštěvnost: 615                                               |  |
| Pavel Jekel                                                                            | Pavel Jekel                                                                            | Brankáři                    | Roman Málek (do 40:00) Tomáš Volevecký (od 40:01)         | Rozhodčí: Radek Wagner Přemysl Skopal Čároví: Petr Maštalíř Aleš Roischel |  |
| Matěj Psota 13:22' Ladislav Bittner 26:34' Michal Vodný 34:59' Ladislav Bittner 39:51' | Matěj Psota 13:22' Ladislav Bittner 26:34' Michal Vodný 34:59' Ladislav Bittner 39:51' | 1:0 1:1 2:1 3:1 4:1 4:2 4:3 | 21:22' Jan Kern 55:08' Lukáš Stehlík 59:55' Vladimír Roth | Rozhodčí: Radek Wagner Přemysl Skopal Čároví: Petr Maštalíř Aleš Roischel |  |
| 12 min                                                                                 | 12 min                                                                                 | Tresty                      | 14 min                                                    | Rozhodčí: Radek Wagner Přemysl Skopal Čároví: Petr Maštalíř Aleš Roischel |  |
| 23                                                                                     | 23                                                                                     | Střely                      | 31                                                        | Rozhodčí: Radek Wagner Přemysl Skopal Čároví: Petr Maštalíř Aleš Roischel |  |

| 7. prosince 2022 18.00                                       | HC Slavia Praha                                              | 3 : 1 (2:0, 1:1, 0:0) | HC Baník Sokolov     | Zimní stadion Eden Návštěvnost: 610                               |  |
| Roman Málek                                                  | Roman Málek                                                  | Brankáři              | Vladislav Habal      | Rozhodčí: Jan Hucl Jakub Valenta Čároví: Václav Beneš David Thuma |  |
| Lukáš Žejdl 06:20' Vladimír Roth 15:40' Jaroslav Brož 37:42' | Lukáš Žejdl 06:20' Vladimír Roth 15:40' Jaroslav Brož 37:42' | 1:0 2:0 2:1 3:1       | 34:06' Daniel Kružík | Rozhodčí: Jan Hucl Jakub Valenta Čároví: Václav Beneš David Thuma |  |
| 6 min                                                        | 6 min                                                        | Tresty                | 4 min                | Rozhodčí: Jan Hucl Jakub Valenta Čároví: Václav Beneš David Thuma |  |
| 21                                                           | 21                                                           | Střely                | 31                   | Rozhodčí: Jan Hucl Jakub Valenta Čároví: Václav Beneš David Thuma |  |

| 10. prosince 2022 17.00               | HC Zubr Přerov                        | 2 : 0 (1:0, 0:0, 1:0) | HC Slavia Praha | Meo Aréna Návštěvnost: 672                                            |  |
| Michal Postava                        | Michal Postava                        | Brankáři              | Roman Málek     | Rozhodčí: Tomáš Cabák Jakub Koziol Čároví: Roman Komínek Henrich Kráľ |  |
| Rok Macuh 01:58' David Březina 52:56' | Rok Macuh 01:58' David Březina 52:56' | 1:0 2:0               |                 | Rozhodčí: Tomáš Cabák Jakub Koziol Čároví: Roman Komínek Henrich Kráľ |  |
| 6 min                                 | 6 min                                 | Tresty                | 8 min           | Rozhodčí: Tomáš Cabák Jakub Koziol Čároví: Roman Komínek Henrich Kráľ |  |
| 21                                    | 21                                    | Střely                | 53              | Rozhodčí: Tomáš Cabák Jakub Koziol Čároví: Roman Komínek Henrich Kráľ |  |

| 19. prosince 2022 18.00 | HC Slavia Praha | 7 : 2 (4:1, 1:0, 2:1)               | HC Stadion Litoměřice                | Zimní stadion Eden Návštěvnost: 519                                      |  |
| Adam Brízgala | Adam Brízgala | Brankáři                            | Šimon Sklíba                         | Rozhodčí: Michal Kostourek Tomáš Zubzanda Čároví: Petr Baxa Štefan Belko |  |
| Jan Kern 00:47' Dušan Žovinec 05:12' Lukáš Stehlík 08:01' Tadeáš Hejda 19:00' Tomáš Labuzík 30:47' Pavel Mrňa 44:56' Lukáš Žejdl 53:58' | Jan Kern 00:47' Dušan Žovinec 05:12' Lukáš Stehlík 08:01' Tadeáš Hejda 19:00' Tomáš Labuzík 30:47' Pavel Mrňa 44:56' Lukáš Žejdl 53:58' | 1:0 1:1 2:1 3:1 4:1 5:1 6:1 7:1 7:2 | 03:20' Josef Koláček 57:56' Jan Holý | Rozhodčí: Michal Kostourek Tomáš Zubzanda Čároví: Petr Baxa Štefan Belko |  |
| 4 min | 4 min | Tresty                              | 6 min                                | Rozhodčí: Michal Kostourek Tomáš Zubzanda Čároví: Petr Baxa Štefan Belko |  |
| 37 | 37 | Střely                              | 22                                   | Rozhodčí: Michal Kostourek Tomáš Zubzanda Čároví: Petr Baxa Štefan Belko |  |

| 21. prosince 2022 18.00                                                                             | HC Slavia Praha                                                                                     | 5 : 3 (2:0, 3:2, 0:1)           | HC Dynamo Pardubice B                                      | Zimní stadion Eden Návštěvnost: 618                                          |  |
| Adam Brízgala                                                                                       | Adam Brízgala                                                                                       | Brankáři                        | Milan Klouček                                              | Rozhodčí: Lukáš Květoň Roman Svoboda Čároví: Daniel Horažďovský Milan Jindra |  |
| Matěj Chalupa 10:02' Lukáš Žejdl 19:15' Jan Kern 25:07' Karel Klikorka 26:17' Robin Všetečka 38:29' | Matěj Chalupa 10:02' Lukáš Žejdl 19:15' Jan Kern 25:07' Karel Klikorka 26:17' Robin Všetečka 38:29' | 1:0 2:0 3:0 4:0 4:1 4:2 5:2 5:3 | 36:47' Martin Belluš 37:11' Tomáš Kaut 42:38' Daniel Rákos | Rozhodčí: Lukáš Květoň Roman Svoboda Čároví: Daniel Horažďovský Milan Jindra |  |
| 8 min                                                                                               | 8 min                                                                                               | Tresty                          | 12 min                                                     | Rozhodčí: Lukáš Květoň Roman Svoboda Čároví: Daniel Horažďovský Milan Jindra |  |
| 47                                                                                                  | 47                                                                                                  | Střely                          | 39                                                         | Rozhodčí: Lukáš Květoň Roman Svoboda Čároví: Daniel Horažďovský Milan Jindra |  |

| 27. prosince 2022 18.00 | SC Marimex Kolín    | 1 : 5 (1:1, 0:1, 0:3)   | HC Slavia Praha                                                                                      | Zimní stadion města Kolín Návštěvnost: 1523                              |  |
| Jakub Soukup            | Jakub Soukup        | Brankáři                | Roman Málek                                                                                          | Rozhodčí: Kamil Zavřel Tomáš Mejzlík Čároví: David Thuma František Pěkný |  |
| Martin Novák 16:08'     | Martin Novák 16:08' | 0:1 1:1 1:2 1:3 1:4 1:5 | 01:16' Dušan Žovinec 23:17' Edgars Kulda 42:34' Lukáš Žejdl 42:56' Michal Simon 51:42' Jaroslav Brož | Rozhodčí: Kamil Zavřel Tomáš Mejzlík Čároví: David Thuma František Pěkný |  |
| 42 min                  | 42 min              | Tresty                  | 19 min                                                                                               | Rozhodčí: Kamil Zavřel Tomáš Mejzlík Čároví: David Thuma František Pěkný |  |
| 26                      | 26                  | Střely                  | 33                                                                                                   | Rozhodčí: Kamil Zavřel Tomáš Mejzlík Čároví: David Thuma František Pěkný |  |

| 29. prosince 2022 18.00 | HC Slavia Praha | 0 : 4 (0:1, 0:2, 0:1) | HC RT TORAX Poruba 2011                                                            | Zimní stadion Eden Návštěvnost: 1276                                     |  |
| Roman Málek             | Roman Málek     | Brankáři              | Ondřej Bláha                                                                       | Rozhodčí: Jan Jaroš Jakub Valenta Čároví: Jakub Maňák František Štěpánek |  |
|                         |                 | 0:1 0:2 0:3 0:4       | 05:47' Aaron Berisha 26:35' Tomáš Gřeš 28:34' Tomáš Šoustal 58:07' Dominik Hrníčko | Rozhodčí: Jan Jaroš Jakub Valenta Čároví: Jakub Maňák František Štěpánek |  |
| 10 min                  | 10 min          | Tresty                | 16 min                                                                             | Rozhodčí: Jan Jaroš Jakub Valenta Čároví: Jakub Maňák František Štěpánek |  |
| 33                      | 33              | Střely                | 28                                                                                 | Rozhodčí: Jan Jaroš Jakub Valenta Čároví: Jakub Maňák František Štěpánek |  |

| 4. ledna 2023 18.00     | HC Frýdek-Místek        | 1 : 2 (1:1, 0:1, 0:0) | HC Slavia Praha                           | Hala Polárka Návštěvnost: 711                                      |  |
| Vojtěch Mokry           | Vojtěch Mokry           | Brankáři              | Roman Málek                               | Rozhodčí: Jakub Koziol David Čáp Čároví: Tomáš Bezděk Jan Kleprlík |  |
| Daniel Kowalczyk 15:23' | Daniel Kowalczyk 15:23' | 1:0 1:1 1:2           | 17:39' Dušan Žovinec 39:20' Jaroslav Brož | Rozhodčí: Jakub Koziol David Čáp Čároví: Tomáš Bezděk Jan Kleprlík |  |
| 10 min                  | 10 min                  | Tresty                | 12 min                                    | Rozhodčí: Jakub Koziol David Čáp Čároví: Tomáš Bezděk Jan Kleprlík |  |
| 24                      | 24                      | Střely                | 35                                        | Rozhodčí: Jakub Koziol David Čáp Čároví: Tomáš Bezděk Jan Kleprlík |  |

| 7. ledna 2023 15.00 | HC Slavia Praha | 7 : 2 (1:0, 3:1, 3:1)               | Draci Šumperk                                      | Zimní stadion Eden Návštěvnost: 1305                             |  |
| Roman Málek | Roman Málek | Brankáři                            | Jakub Lackovič (do 28:02) Petr Hamalčík (od 28:03) | Rozhodčí: Jan Hucl Václav Kosnar Čároví: Jakub Maňák Petr Kotlík |  |
| Pavel Mrňa 19:28' Šimon Szathmáry 20:46' Tomáš Šmerha 27:22' Lukáš Žejdl 28:02' Lukáš Žejdl 43:24' Jan Kern 53:25' Karel Klikorka 59:01' | Pavel Mrňa 19:28' Šimon Szathmáry 20:46' Tomáš Šmerha 27:22' Lukáš Žejdl 28:02' Lukáš Žejdl 43:24' Jan Kern 53:25' Karel Klikorka 59:01' | 1:0 2:0 3:0 4:0 4:1 5:1 5:2 6:2 7:2 | 30:32' Jiří Průžek 47:37' Matěj Svoboda            | Rozhodčí: Jan Hucl Václav Kosnar Čároví: Jakub Maňák Petr Kotlík |  |
| 10 min | 10 min | Tresty                              | 12 min                                             | Rozhodčí: Jan Hucl Václav Kosnar Čároví: Jakub Maňák Petr Kotlík |  |
| 45 | 45 | Střely                              | 30                                                 | Rozhodčí: Jan Hucl Václav Kosnar Čároví: Jakub Maňák Petr Kotlík |  |

| 9. ledna 2023 17.30 | PSG Berani Zlín | 0 : 4 (0:0, 0:3, 0:1) | HC Slavia Praha                                                                     | Zimní stadion Luďka Čajky Návštěvnost: 1285                          |  |
| Daniel Huf          | Daniel Huf      | Brankáři              | Roman Málek                                                                         | Rozhodčí: Tomáš Cabák Ondřej Šudoma Čároví: Roman Zídek Pavel Blažek |  |
|                     |                 | 0:1 0:2 0:3 0:4       | 28:23' Karel Klikorka 36:14' Robin Všetečka 38:41' Lukáš Žejdl 51:32' Jaroslav Brož | Rozhodčí: Tomáš Cabák Ondřej Šudoma Čároví: Roman Zídek Pavel Blažek |  |
| 16 min              | 16 min          | Tresty                | 12 min                                                                              | Rozhodčí: Tomáš Cabák Ondřej Šudoma Čároví: Roman Zídek Pavel Blažek |  |
| 30                  | 30              | Střely                | 33                                                                                  | Rozhodčí: Tomáš Cabák Ondřej Šudoma Čároví: Roman Zídek Pavel Blažek |  |

| 11. ledna 2023 18.00                                                                                 | HC Slavia Praha                                                                                      | 5 : 0 (1:0, 1:0, 3:0) | LHK Jestřábi Prostějov | Zimní stadion Eden Návštěvnost: 661                                       |  |
| Josef Kořenář                                                                                        | Josef Kořenář                                                                                        | Brankáři              | Jaroslav Pavelka       | Rozhodčí: Jan Jaroš Jakub Valenta Čároví: Václav Beneš Daniel Horažďovský |  |
| Tomáš Šmerha 18:49' Lukáš Strnad 23:39' Lukáš Žejdl 43:11' Tomáš Šmerha 50:57' Karel Křepelka 51:33' | Tomáš Šmerha 18:49' Lukáš Strnad 23:39' Lukáš Žejdl 43:11' Tomáš Šmerha 50:57' Karel Křepelka 51:33' | 1:0 2:0 3:0 4:0 5:0   |                        | Rozhodčí: Jan Jaroš Jakub Valenta Čároví: Václav Beneš Daniel Horažďovský |  |
| 6 min                                                                                                | 6 min                                                                                                | Tresty                | 12 min                 | Rozhodčí: Jan Jaroš Jakub Valenta Čároví: Václav Beneš Daniel Horažďovský |  |
| 30                                                                                                   | 30                                                                                                   | Střely                | 28                     | Rozhodčí: Jan Jaroš Jakub Valenta Čároví: Václav Beneš Daniel Horažďovský |  |

| 14. ledna 2023 17.00                | VHK ROBE Vsetín                     | 2 : 5 (1:0, 0:2, 1:3)       | HC Slavia Praha                                                                                      | Na Lapači Návštěvnost: 2890                                                 |  |
| Maxim Žukov                         | Maxim Žukov                         | Brankáři                    | Roman Málek                                                                                          | Rozhodčí: Miroslav Petružálek Martin Rapák Čároví: Ondřej Polák Jan Vašíček |  |
| Pavel Jenyš 00:14' Jiří Říha 43:25' | Pavel Jenyš 00:14' Jiří Říha 43:25' | 1:0 1:1 1:2 1:3 2:3 2:4 2:5 | 23:56' Lukáš Žejdl 35:37' Dušan Žovinec 42:55' Lukáš Žejdl 46:59' Maxim Havrda 59:46' Karel Klikorka | Rozhodčí: Miroslav Petružálek Martin Rapák Čároví: Ondřej Polák Jan Vašíček |  |
| 9 min                               | 9 min                               | Tresty                      | 15 min                                                                                               | Rozhodčí: Miroslav Petružálek Martin Rapák Čároví: Ondřej Polák Jan Vašíček |  |
| 36                                  | 36                                  | Střely                      | 21                                                                                                   | Rozhodčí: Miroslav Petružálek Martin Rapák Čároví: Ondřej Polák Jan Vašíček |  |

| 18. ledna 2023 18.00                                                | HC Slavia Praha                                                     | 3 : 2 PP (0:1, 2:1, 0:0 – 1:0) | HC Dukla Jihlava                            | Zimní stadion Eden Návštěvnost: 893                                     |  |
| Roman Málek                                                         | Roman Málek                                                         | Brankáři                       | Jakub Neužil                                | Rozhodčí: Václav Kosnar Tomáš Zubzanda Čároví: Štefan Belko Petr Kotlík |  |
| Michal Simon 23:32' Lukáš Žejdl 32:17' (t. s.) Dušan Žovinec 61:06' | Michal Simon 23:32' Lukáš Žejdl 32:17' (t. s.) Dušan Žovinec 61:06' | 0:1 1:1 2:1 2:2 3:2            | 02:23' Richard Cachnín 34:32' Josef Skořepa | Rozhodčí: Václav Kosnar Tomáš Zubzanda Čároví: Štefan Belko Petr Kotlík |  |
| 8 min                                                               | 8 min                                                               | Tresty                         | 10 min                                      | Rozhodčí: Václav Kosnar Tomáš Zubzanda Čároví: Štefan Belko Petr Kotlík |  |
| 39                                                                  | 39                                                                  | Střely                         | 21                                          | Rozhodčí: Václav Kosnar Tomáš Zubzanda Čároví: Štefan Belko Petr Kotlík |  |

| 21. ledna 2023 15.00 | HC Slavia Praha     | 1 : 2 (1:1, 0:1, 0:0) | SK Horácká Slavia Třebíč                  | Zimní stadion Eden Návštěvnost: 956                                             |  |
| Roman Málek          | Roman Málek         | Brankáři              | Pavel Jekel                               | Rozhodčí: Lukáš Bejček Michal Kostourek Čároví: Ondřej Kokrment František Pěkný |  |
| Tomáš Knotek 00:48'  | Tomáš Knotek 00:48' | 1:0 1:1 1:2           | 08:24' Martin Dočekal 32:37' Michal Vodný | Rozhodčí: Lukáš Bejček Michal Kostourek Čároví: Ondřej Kokrment František Pěkný |  |
| 2 min                | 2 min               | Tresty                | 6 min                                     | Rozhodčí: Lukáš Bejček Michal Kostourek Čároví: Ondřej Kokrment František Pěkný |  |
| 27                   | 27                  | Střely                | 18                                        | Rozhodčí: Lukáš Bejček Michal Kostourek Čároví: Ondřej Kokrment František Pěkný |  |

| 25. ledna 2023 18.00                                      | HC Baník Sokolov                                          | 3 : 5 (2:2, 1:1, 0:2)           | HC Slavia Praha                                                                                    | Zimní stadion Sokolov Návštěvnost: 658                            |  |
| Martin Michajlov                                          | Martin Michajlov                                          | Brankáři                        | Roman Málek                                                                                        | Rozhodčí: Radek Wagner David Čáp Čároví: Milan Jindra Milan Štofa |  |
| Marek Berka 07:01' Martin Osmík 16:26' Petr Hauser 25:30' | Marek Berka 07:01' Martin Osmík 16:26' Petr Hauser 25:30' | 1:0 1:1 2:1 2:2 3:2 3:3 3:4 3:5 | 08:53' Tomáš Knotek 19:41' Lukáš Žejdl 30:33' Tomáš Knotek 54:49' Tomáš Knotek 59:40' Edgars Kulda | Rozhodčí: Radek Wagner David Čáp Čároví: Milan Jindra Milan Štofa |  |
| 12 min                                                    | 12 min                                                    | Tresty                          | 10 min                                                                                             | Rozhodčí: Radek Wagner David Čáp Čároví: Milan Jindra Milan Štofa |  |
| 23                                                        | 23                                                        | Střely                          | 28                                                                                                 | Rozhodčí: Radek Wagner David Čáp Čároví: Milan Jindra Milan Štofa |  |

| 28. ledna 2023 15.00 | HC Slavia Praha   | 1 : 3 (1:1, 0:1, 0:1) | HC Zubr Přerov                                                | Zimní stadion Eden Návštěvnost: 812                                                |  |
| Roman Málek          | Roman Málek       | Brankáři              | Daniel Král                                                   | Rozhodčí: Miroslav Petružálek Jakub Valenta Čároví: Jakub Dědek František Štěpánek |  |
| Pavel Mrňa 02:24'    | Pavel Mrňa 02:24' | 1:0 1:1 1:2 1:3       | 04:45' Robert Černý 23:17' David Březina 59:50' David Březina | Rozhodčí: Miroslav Petružálek Jakub Valenta Čároví: Jakub Dědek František Štěpánek |  |
| 8 min                | 8 min             | Tresty                | 12 min                                                        | Rozhodčí: Miroslav Petružálek Jakub Valenta Čároví: Jakub Dědek František Štěpánek |  |
| 37                   | 37                | Střely                | 36                                                            | Rozhodčí: Miroslav Petružálek Jakub Valenta Čároví: Jakub Dědek František Štěpánek |  |

| 30. ledna 2023 17.30 | HC Stadion Litoměřice | 1 : 2 (0:0, 1:1, 0:1) | HC Slavia Praha                        | Kalich aréna Návštěvnost: 1220                                         |  |
| Tomáš Král           | Tomáš Král            | Brankáři              | Roman Málek                            | Rozhodčí: Roman Svoboda Václav Kosnar Čároví: Václav Beneš Petr Kotlík |  |
| Lukáš Válek 35:29'   | Lukáš Válek 35:29'    | 0:1 1:1 1:2           | 35:08' Lukáš Žejdl 52:41' Edgars Kulda | Rozhodčí: Roman Svoboda Václav Kosnar Čároví: Václav Beneš Petr Kotlík |  |
| 10 min               | 10 min                | Tresty                | 12 min                                 | Rozhodčí: Roman Svoboda Václav Kosnar Čároví: Václav Beneš Petr Kotlík |  |
| 44                   | 44                    | Střely                | 31                                     | Rozhodčí: Roman Svoboda Václav Kosnar Čároví: Václav Beneš Petr Kotlík |  |

| 1. února 2023 18.00                                | HC Dynamo Pardubice B                              | 1 : 0 SN (0:0, 0:0, 0:0 – 0:0 – 1:0) | HC Slavia Praha                                                 | Zimní stadion Chrudim Návštěvnost: 431                                |  |
| Milan Klouček                                      | Milan Klouček                                      | Brankáři                             | Adam Brízgala                                                   | Rozhodčí: Tomáš Veselý Jiří Ondráček Čároví: Roman Zídek Ondřej Polák |  |
| Tomáš Urban Ondřej Rohlík Tomáš Svoboda Tomáš Kaut | Tomáš Urban Ondřej Rohlík Tomáš Svoboda Tomáš Kaut | Samostatné nájezdy 0:0 1:0           | Lukáš Strnad Václav Krliš Tomáš Knotek Lukáš Žejdl Edgars Kulda | Rozhodčí: Tomáš Veselý Jiří Ondráček Čároví: Roman Zídek Ondřej Polák |  |
| 10 min                                             | 10 min                                             | Tresty                               | 8 min                                                           | Rozhodčí: Tomáš Veselý Jiří Ondráček Čároví: Roman Zídek Ondřej Polák |  |
| 30                                                 | 30                                                 | Střely                               | 32                                                              | Rozhodčí: Tomáš Veselý Jiří Ondráček Čároví: Roman Zídek Ondřej Polák |  |

| 4. února 2023 15.00 | HC Slavia Praha | 6 : 3 (2:0, 1:1, 3:2)               | SC Marimex Kolín                                                    | Zimní stadion Eden Návštěvnost: 1324                                            |  |
| Roman Málek | Roman Málek | Brankáři                            | Jakub Soukup (do 05:06) Tomáš Sajdl (od 05:07)                      | Rozhodčí: Michal Kostourek Miroslav Petružálek Čároví: Milan Jindra Milan Štofa |  |
| Jaroslav Brož 04:40' Karel Klikorka 05:06' Lukáš Žejdl 20:21' Karel Křepelka 43:35' Pavel Mrňa 45:37' Jaroslav Brož 51:14' | Jaroslav Brož 04:40' Karel Klikorka 05:06' Lukáš Žejdl 20:21' Karel Křepelka 43:35' Pavel Mrňa 45:37' Jaroslav Brož 51:14' | 1:0 2:0 3:0 3:1 4:1 5:1 5:2 6:2 6:3 | 34:11' David Aubrecht 48:10' Matěj Morong 56:35' Markus Korkiakoski | Rozhodčí: Michal Kostourek Miroslav Petružálek Čároví: Milan Jindra Milan Štofa |  |
| 6 min | 6 min | Tresty                              | 6 min                                                               | Rozhodčí: Michal Kostourek Miroslav Petružálek Čároví: Milan Jindra Milan Štofa |  |
| 28 | 28 | Střely                              | 36                                                                  | Rozhodčí: Michal Kostourek Miroslav Petružálek Čároví: Milan Jindra Milan Štofa |  |

| 13. února 2023 17.30                                                                                    | HC RT TORAX Poruba 2011                                                                                 | 5 : 4 (2:1, 2:2, 1:1)               | HC Slavia Praha                                                                     | Zimní stadion Ostrava-Poruba Návštěvnost: 986                          |  |
| Ondřej Bláha                                                                                            | Ondřej Bláha                                                                                            | Brankáři                            | Roman Málek                                                                         | Rozhodčí: Tomáš Zubzanda Lukáš Květoň Čároví: Jan Vašíček Henrich Kráľ |  |
| Vojtěch Lednický 02:00' Jiří Karafiát 16:13' Jan Dufek 26:06' Jan Bernovský 26:32' Justin Lemcke 48:49' | Vojtěch Lednický 02:00' Jiří Karafiát 16:13' Jan Dufek 26:06' Jan Bernovský 26:32' Justin Lemcke 48:49' | 1:0 1:1 2:1 2:2 2:3 3:3 4:3 5:3 5:4 | 11:26' Lukáš Žejdl 23:31' Robin Všetečka 24:06' Karel Křepelka 59:57' Dušan Žovinec | Rozhodčí: Tomáš Zubzanda Lukáš Květoň Čároví: Jan Vašíček Henrich Kráľ |  |
| 8 min                                                                                                   | 8 min                                                                                                   | Tresty                              | 8 min                                                                               | Rozhodčí: Tomáš Zubzanda Lukáš Květoň Čároví: Jan Vašíček Henrich Kráľ |  |
| 33 | 33 | Střely                              | 36                                                                                  | Rozhodčí: Tomáš Zubzanda Lukáš Květoň Čároví: Jan Vašíček Henrich Kráľ |  |

| 15. února 2023 18.00                                                                | HC Slavia Praha                                                                     | 4 : 1 (0:0, 2:1, 2:0) | HC Frýdek-Místek  | Zimní stadion Eden Návštěvnost: 605                                       |  |
| Roman Málek                                                                         | Roman Málek                                                                         | Brankáři              | Patrik Švančara   | Rozhodčí: Daniel Jechoutek Tomáš Zubzanda Čároví: Petr Kotlík Jakub Maňák |  |
| Karel Klikorka 29:24' Tomáš Šmerha 36:31' Lukáš Strnad 51:19' Robin Všetečka 59:11' | Karel Klikorka 29:24' Tomáš Šmerha 36:31' Lukáš Strnad 51:19' Robin Všetečka 59:11' | 0:1 1:1 2:1 3:1 4:1   | 27:43' Oskar Haas | Rozhodčí: Daniel Jechoutek Tomáš Zubzanda Čároví: Petr Kotlík Jakub Maňák |  |
| 4 min                                                                               | 4 min                                                                               | Tresty                | 8 min             | Rozhodčí: Daniel Jechoutek Tomáš Zubzanda Čároví: Petr Kotlík Jakub Maňák |  |
| 31                                                                                  | 31                                                                                  | Střely                | 27                | Rozhodčí: Daniel Jechoutek Tomáš Zubzanda Čároví: Petr Kotlík Jakub Maňák |  |

| 18. února 2023 17.00 | Draci Šumperk | 4 : 5 SN (1:1, 1:1, 2:2 – 0:0 – 0:1)                       | HC Slavia Praha | Zimní stadion Šumperk Návštěvnost: 1224                              |  |
| Jakub Lackovič | Jakub Lackovič | Brankáři                                                   | Roman Málek | Rozhodčí: Radek Wagner Jiří Ondráček Čároví: Jakub Dědek David Thuma |  |
| Lukáš Žálčík 15:39' Filip Eliáš 28:47' Šimon Jelínek 52:57' Šimon Jelínek 57:39' Vojtěch Šuhaj Matěj Svoboda David Bartoš Jiří Průžek Patrik Kadeřávek | Lukáš Žálčík 15:39' Filip Eliáš 28:47' Šimon Jelínek 52:57' Šimon Jelínek 57:39' Vojtěch Šuhaj Matěj Svoboda David Bartoš Jiří Průžek Patrik Kadeřávek | 1:0 1:1 2:1 2:2 3:2 3:3 3:4 4:4 Samostatné nájezdy 0:0 0:1 | 18:32' Jan Závora 39:55' Edgars Kulda 54:55' Lukáš Žejdl 56:23' Lukáš Strnad Edgars Kulda Tomáš Knotek Jaroslav Brož Robin Všetečka | Rozhodčí: Radek Wagner Jiří Ondráček Čároví: Jakub Dědek David Thuma |  |
| 8 min | 8 min | Tresty                                                     | 10 min | Rozhodčí: Radek Wagner Jiří Ondráček Čároví: Jakub Dědek David Thuma |  |
| 29 | 29 | Střely                                                     | 38 | Rozhodčí: Radek Wagner Jiří Ondráček Čároví: Jakub Dědek David Thuma |  |

| 22. února 2023 18.00                                     | HC Slavia Praha                                          | 3 : 5 (0:0, 1:1, 2:4)           | PSG Berani Zlín                                                                                       | Zimní stadion Eden Návštěvnost: 1415                                 |  |
| Roman Málek                                              | Roman Málek                                              | Brankáři                        | Daniel Huf                                                                                            | Rozhodčí: Václav Kosnar Jakub Valenta Čároví: Petr Baxa Štefan Belko |  |
| Pavel Mrňa 31:20' Lukáš Stehlík 44:19' Pavel Mrňa 57:27' | Pavel Mrňa 31:20' Lukáš Stehlík 44:19' Pavel Mrňa 57:27' | 1:0 1:1 1:2 2:2 2:3 2:4 2:5 3:5 | 34:26' Jiří Suhrada 43:35' Petr Kratochvíl 49:50' Martin Lang 56:21' Martin Lang 57:13' Zdeněk Sedlák | Rozhodčí: Václav Kosnar Jakub Valenta Čároví: Petr Baxa Štefan Belko |  |
| 10 min                                                   | 10 min                                                   | Tresty                          | 12 min                                                                                                | Rozhodčí: Václav Kosnar Jakub Valenta Čároví: Petr Baxa Štefan Belko |  |
| 27                                                       | 27                                                       | Střely                          | 40 | Rozhodčí: Václav Kosnar Jakub Valenta Čároví: Petr Baxa Štefan Belko |  |

| 25. února 2023 17.00                                                                                                 | LHK Jestřábi Prostějov                                                                                               | 6 : 4 (0:2, 2:1, 4:1)                   | HC Slavia Praha                                                                  | Zimní stadion Prostějov Návštěvnost: 1210                             |  |
| Jaroslav Pavelka | Jaroslav Pavelka | Brankáři                                | Roman Málek                                                                      | Rozhodčí: Jakub Koziol Martin Rapák Čároví: Tomáš Kučera Tomáš Bezděk |  |
| Tomáš Jiránek 25:35' Jan Veselý 33:36' Jakub Illéš 43:48' Tomáš Jiránek 50:41' Jakub Kubeš 51:53' Jakub Illéš 59:10' | Tomáš Jiránek 25:35' Jan Veselý 33:36' Jakub Illéš 43:48' Tomáš Jiránek 50:41' Jakub Kubeš 51:53' Jakub Illéš 59:10' | 0:1 0:2 0:3 1:3 2:3 2:4 3:4 4:4 5:4 6:4 | 14:52' Edgars Kulda 19:06' Pavel Mrňa 21:14' Jaroslav Brož 41:05' Karel Klikorka | Rozhodčí: Jakub Koziol Martin Rapák Čároví: Tomáš Kučera Tomáš Bezděk |  |
| 14 min | 14 min | Tresty                                  | 14 min                                                                           | Rozhodčí: Jakub Koziol Martin Rapák Čároví: Tomáš Kučera Tomáš Bezděk |  |
| 40 | 40 | Střely                                  | 29                                                                               | Rozhodčí: Jakub Koziol Martin Rapák Čároví: Tomáš Kučera Tomáš Bezděk |  |

| 27. února 2023 18.00                     | HC Slavia Praha                          | 2 : 5 (0:2, 1:2, 1:1)       | VHK ROBE Vsetín                                                                                         | Zimní stadion Eden Návštěvnost: 1278                                         |  |
| Roman Málek                              | Roman Málek                              | Brankáři                    | Maxim Žukov                                                                                             | Rozhodčí: Daniel Jechoutek Michal Kostourek Čároví: Milan Jindra Milan Štofa |  |
| Lukáš Stehlík 34:06' Maxim Havrda 56:14' | Lukáš Stehlík 34:06' Maxim Havrda 56:14' | 0:1 0:2 1:2 1:3 1:4 1:5 2:5 | 11:31' Miroslav Holec 13:23' Pavel Klhůfek 35:46' Riku Sihvonen 37:04' Roman Půček 46:00' Šimon Jenáček | Rozhodčí: Daniel Jechoutek Michal Kostourek Čároví: Milan Jindra Milan Štofa |  |
| 13 min                                   | 13 min                                   | Tresty                      | 7 min                                                                                                   | Rozhodčí: Daniel Jechoutek Michal Kostourek Čároví: Milan Jindra Milan Štofa |  |
| 26                                       | 26                                       | Střely                      | 37 | Rozhodčí: Daniel Jechoutek Michal Kostourek Čároví: Milan Jindra Milan Štofa |  |

| 1. března 2023 17.30                                                                       | HC Dukla Jihlava                                                                           | 4 : 2 (1:0, 0:0, 3:2)   | HC Slavia Praha                          | Zimní stadion Pelhřimov Návštěvnost: 794                                    |  |
| Filip Maláč                                                                                | Filip Maláč                                                                                | Brankáři                | Roman Málek                              | Rozhodčí: Radek Wagner Kamil Zavřel Čároví: Václav Beneš František Štěpánek |  |
| Václav Karabáček 18:56' Vlastimil Bilčík 44:12' Patrik Miškář 47:37' Tomáš Harkabus 55:27' | Václav Karabáček 18:56' Vlastimil Bilčík 44:12' Patrik Miškář 47:37' Tomáš Harkabus 55:27' | 1:0 2:0 3:0 3:1 3:2 4:2 | 51:48' Lukáš Žejdl Jindřich Barák 53:06' | Rozhodčí: Radek Wagner Kamil Zavřel Čároví: Václav Beneš František Štěpánek |  |
| 10 min                                                                                     | 10 min                                                                                     | Tresty                  | 8 min                                    | Rozhodčí: Radek Wagner Kamil Zavřel Čároví: Václav Beneš František Štěpánek |  |
| 27                                                                                         | 27                                                                                         | Střely                  | 19                                       | Rozhodčí: Radek Wagner Kamil Zavřel Čároví: Václav Beneš František Štěpánek |  |

### Playoff

#### Předkolo
| 3. března 2023 18.00                 | HC Slavia Praha                      | 2 : 3 (1:2, 1:1, 0:0) | HC Dukla Jihlava                                             | Zimní stadion Eden Návštěvnost: 837                                   |  |
| Roman Málek                          | Roman Málek                          | Brankáři              | Adam Beran                                                   | Rozhodčí: Roman Svoboda Jan Hucl Čároví: Štefan Belko Ondřej Kokrment |  |
| Pavel Mrňa 17:18' Lukáš Žejdl 23:13' | Pavel Mrňa 17:18' Lukáš Žejdl 23:13' | 0:1 0:2 1:2 2:2 2:3   | 03:09' Josef Skořepa 16:36' Daniel Kolář 36:46' Tobiáš Handl | Rozhodčí: Roman Svoboda Jan Hucl Čároví: Štefan Belko Ondřej Kokrment |  |
| 8 min                                | 8 min                                | Tresty                | 16 min                                                       | Rozhodčí: Roman Svoboda Jan Hucl Čároví: Štefan Belko Ondřej Kokrment |  |
| 43                                   | 43                                   | Střely                | 29                                                           | Rozhodčí: Roman Svoboda Jan Hucl Čároví: Štefan Belko Ondřej Kokrment |  |

| 5. března 2023 16.30                       | HC Dukla Jihlava                           | 2 : 1 (0:0, 1:0, 1:1) | HC Slavia Praha      | Zimní stadion Pelhřimov Návštěvnost: 1222                                 |  |
| Adam Beran                                 | Adam Beran                                 | Brankáři              | Roman Málek          | Rozhodčí: Kamil Zavřel Tomáš Zubzanda Čároví: David Thuma František Pěkný |  |
| Patrik Miškář 24:48' Tomáš Havránek 49:51' | Patrik Miškář 24:48' Tomáš Havránek 49:51' | 1:0 1:1 2:1           | 44:00' Dušan Žovinec | Rozhodčí: Kamil Zavřel Tomáš Zubzanda Čároví: David Thuma František Pěkný |  |
| 11 min                                     | 11 min                                     | Tresty                | 19 min               | Rozhodčí: Kamil Zavřel Tomáš Zubzanda Čároví: David Thuma František Pěkný |  |
| 34                                         | 34                                         | Střely                | 21                   | Rozhodčí: Kamil Zavřel Tomáš Zubzanda Čároví: David Thuma František Pěkný |  |